# Katedrala Navještenja u Voronježu
Katedrala Navještenja u Voronježu (rus. Благовещенский собор) jedna je od najviših pravoslavnih crkvi u svijetu. Nalazi se u Voronježu na jugozapadu Rusije. Visoka je 85 m, po čemu je 7. najviša pravoslavna crkva na svijetu.
Katedrala s pet kupola i s pripadajućim zvonikom, gradila se između 1998. i 2009. godine. Nastala je po uzoru na katedralu sv. Vladimira, koja je sagrađena krajem 19. stoljeća u rusko-bizantskom stilu, djelo Konstantina Thona. Srušili su je boljševici. 
Crkva ima ime po istoimenoj katedrali, sagrađenoj između 1718. i 1735., na mjestu stare crkve, koju je naručio sv. Mitrofan Voronješki, u stilu ukrajinskog baroka. Uništili su je komunisti 1950. godine. Postojeći zvonik podsjeća na jedan prijašnji zvonik, na staroj katedrali, koji je bio djelo Giacoma Quarenghija.
Spomenik sv. Mitrofana otkriven je ispred katedrale 2003. godine.

## Vanjske poveznice
|  | Zajednički poslužitelj ima još gradiva o temi Katedrala Navještenja u Voronježu |